# Diloba caeruleocephala
Diloba caeruleocephala (Linnaeus, 1758) је врста инсекта из реда лептира - Lepidoptera, а припада породици Noctuidae.

## Распрострањење и станиште
D. caeruleocephala живи на подручју Европе, осим северне Скандинавије, северних делова Британских острва и северне Русије. На југу се јавља на подручју северне Африке, Средњег истока, Мале Азије, Ирана и Казахстана. У Србији је спорадично распрострањена врста, насељава низијска подручја и висине до око 1000 метара надморске висине. Насељава топле, отворене шуме (изданачке шуме, приобалне шуме, шуме белог храста), живице, жбунасте травњаке, шипражје и слична станишта.

## Опис
Лептир је тамно сиво-браон боје са две карактеристичне беле ознаке на предњим крилима, који подсећају на број осам. Задња крила су окер беле боје. Крила се обично држе близу тела када су у мировању. Антене мужјака су пернате. Распон крила је 30-40 мм.  Гусеница је у првом стадијуму светло до тамно браон боје и има дуге чекиње на целом тела. У другом0 стадијуму је црна са жутим дорзалним линијама. Глава је крем боје са две црне пруге. У трећем стадијуму је плаво-сиве боје са жућкастим, субдорзалним тракама. Глава је сада сивоплава са две велике црне тачке. Претпоследњи стадијум гусенице личи на трећи, а у последњем је зеленкаста до плавичаста и има низ жутих мрља на леђима и са страна, које су код неких примерака толико близу једна другој да формирају три уздужне пруге, а глава је плава са две црне тачке. Одрасла гусеница је дуга до 40 милиметара.

## Биологија
Лептир лети током јесени, од краја септембра, током октобра и по негде почетком новембра. У Србији се лептир среће између септембра и октобра. Јаја полажу у малим групама на гранчице биљке домаћина. Гусенице су активна од касног априла до јуна. Врста презимљава у стадијуму јајета. Гусеница се храни врстама рода Prunus, понекад и биљкама из родова Pyrus, Amelanchier и Crataegus. На подручју централне Европе најчешће се као биљка хранитељка јавља Prunus spinosa.

## Галерија
- лептир
- лептир
- гусеница
- гусеница
- лутка